# Køgemester
Køgemester är en gammal dansk beteckning för den person, som hade överuppsynen med hushållningen vid det kungliga hovet.